# Giovanni Ottavio Bufalini
Giovanni Ottavio Bufalini (Città di Castello, 17 de janeiro de 1709 - Montesicuro, 3 de agosto de 1782) foi um cardeal do século XVIII

## Biografia
Nasceu em Città di Castello em 17 de janeiro de 1709. De família nobre. O mais novo dos três filhos do Marquês Filippo Bufalini e da Marquesa Ana Maria Sorbelli. Os outros irmãos eram Niccolò e Giovanni Battista. Seu primeiro nome também está listado como Giovanniottavio; e seu sobrenome como Buffalini; e como Bufalino.
Estudou no Collegio dei Nobili di S. Carlo , Modena, 1723; e, posteriormente, na Universidade de Macerata, onde estudou direito sob a orientação de Tommaso Conti e monsenhor Turietti, obtendo o doutorado in utroque iure , tanto em direito canônico quanto em direito civil, em 5 de janeiro de 1740.
Ele foi para a Espanha na comitiva do cardeal Silvio Valenti Gonzaga, que mais tarde foi secretário de Estado e favoreceu notavelmente a carreira de Giovanni Ottavio. Retornou a Roma e iniciou a carreira eclesiástica. Referendário dos Tribunais da Assinatura Apostólica da Graça e da Justiça, 1º de setembro de 1740. Governador da cidade de Benevento, 7 de janeiro de 1741. Governador das cidades de Loreto, 16 de novembro de 1743 até 1747; em 1746, durante a Guerra da Sucessão Austríaca, forças austríacas primeiro, e depois napolitanas, passaram pela cidade e tentaram alistar seus cidadãos, algo que o governador se opôs e até pediu para poder usar a força para impedi-lo. Clérigo da Câmara Apostólica, abril de 1747. Presidente della Zecca , 1748-1749. Preceptor geral do arquihospital deS. Spirito in Sassia , Roma, de setembro de 1749 a outubro de 1754. Cânon do capítulo da patriarcal basílica vaticana, de 8 de dezembro de 1753 a 17 de janeiro de 1755. Recebeu o subdiaconato em 30 de março de 1754. Até 1754, foi prelado das Congregações de Loreto e Avignon, bem como protonotário apostólico supranumerário não participante.
Ordenado em 17 de novembro de 1754.
Eleito arcebispo titular da Calcedônia em 16 de dezembro de 1754. Consagrada em 21 de dezembro de 1754, igreja de S. Ignazio, Roma, pelo cardeal Joaquín Fernández de Portocarrero, auxiliado por Giorgio Maria Lascaris, arcebispo titular de Teodosia, e por Niccolo Saverio Santamaria, bispo titular de Cirene. Núncio na Suíça, 21 de dezembro de 1754. Assistente do Trono Pontifício, 23 de janeiro de 1755. Nomeado prefeito do Palácio Apostólico, 2 de outubro de 1759, com o apoio do cardeal Luigi Maria Torrigiani, a quem o arcebispo Bufalini sempre permaneceu leal. Abade commendatario de S. Benedetto, Rmmini, janeiro de 1764.
Criado cardeal sacerdote no consistório de 21 de julho de 1766; recebeu o chapéu vermelho em 24 de julho de 1766; e o título de S. Maria degli Angeli, 6 de agosto de 1766. Atribuída à SS. CC. do Conselho Tridentino, Imunidade Eclesiástica, Consistorial, Avignon e Loreto. Protetor do Collegio dell'Umbria , Roma. Transferido para a sede de Ancona, com título pessoal de arcebispo, em 1º de dezembro de 1766; entrou na diocese em 5 de abril de 1767; esta foi uma das sedes mais ricas dos Estados papais. O novo bispo não limitou sua atuação ao campo eclesiástico, mas interveio nas atividades econômicas e administrativas do território anconitano, muitas vezes usurpando os poderes do governador, circunstância que ocorria com frequência dada a confusa administração do estado. Além da situação religiosa, o cardeal Bufalini voltou sua atenção especialmente para os problemas agrícolas porque Ancona, além do negócio do porto, tirava seu sustento da agricultura e era o sustento da maioria da população que eram meeiros e trabalhadores. Participou do conclave de 1769, que elegeu o Papa Clemente XIV. Oposto intransigentemente à eleição do cardeal Ganganelli, durante seu papado, ele permaneceu decididamente na obscuridade. Participou do conclave de 1774-1775, que elegeu o Papa Pio VI. Em 18 de julho de 1779, convocou um sínodo diocesano; as decisões sinodais foram publicadas em 1º de maio de 1780; eles continham um Codice di leggi della città di Ancona. Em junho de 1782, recebeu em Ancona o Papa Pio VI, que voltava de Viena. Além das normas para a disciplina eclesiástica do clero e das instituições religiosas, que se baseavam no rigor habitual, deu passos significativos no sentido de impedir a difusão de obras e ideias iluministas ou heterodoxas, o que resultou também na prevenção de relações com os cismáticos, hereges , infiéis e judeus que viviam em Ancona; os últimos também foram proibidos de deixar o gueto do pôr do sol ao amanhecer. Além dessas medidas repressivas, o cardeal Bufalini melhorou a educação, especialmente no seminário onde também estudavam os leigos; e submeteram as escolas privadas a um acompanhamento especial.
Morreu em Montesicuro em 3 de agosto de 1782, diocese de Ancona. Exposto e enterrado na catedral de Ancona.